# 信興集団

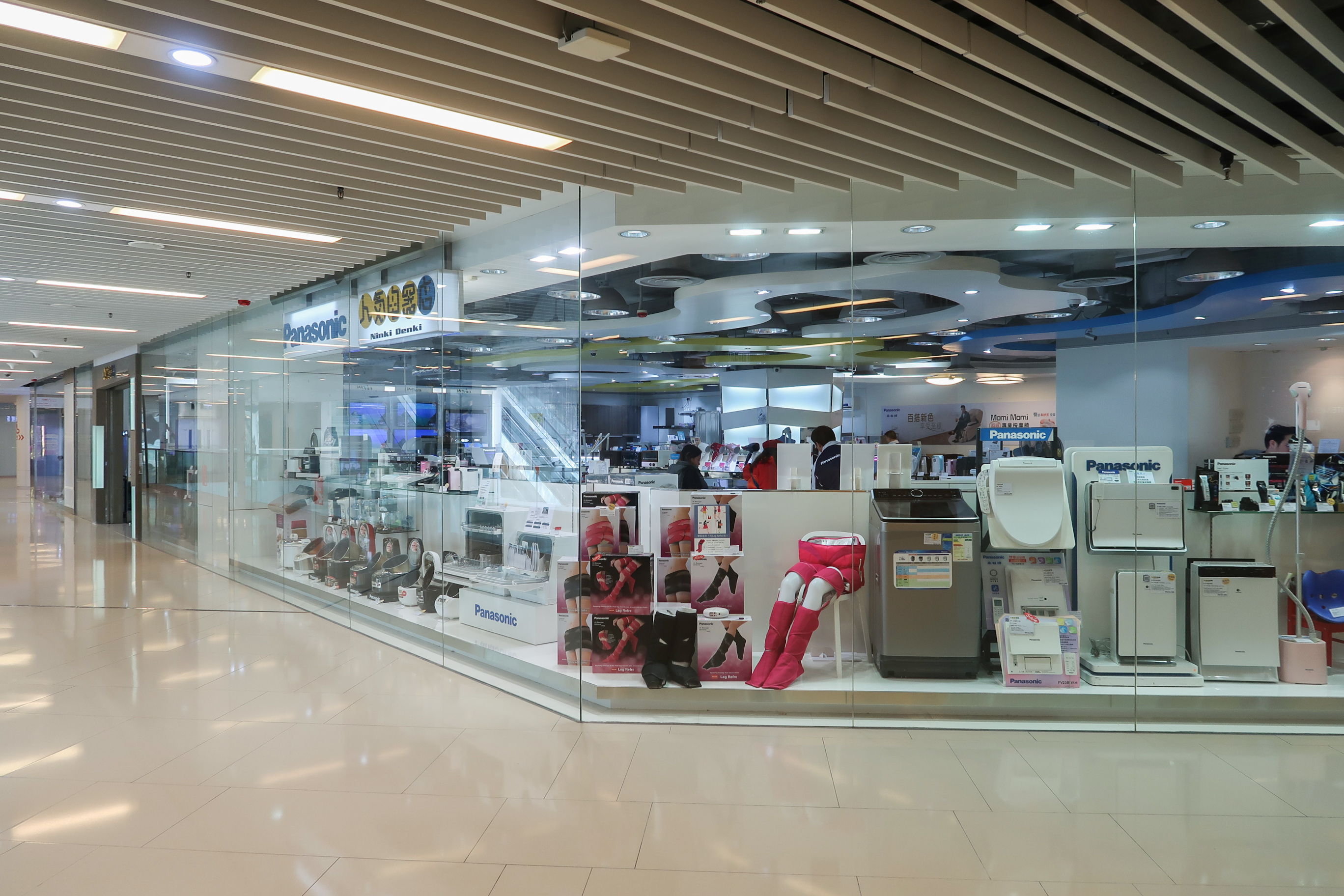
尖沙咀にあるアイ・スクエアの家電量販店

信興集団（しんこうしゅうだん、シュンヒン・グループ、中国語: 信興集團、英語: Shun Hing Group）は、香港に本社を置く、家電機器や音響機器、通信機器、オフィス家具代理、電気修理およびメンテナンス、物流、広告製作、システム設置およびメンテナンスに従事する企業である。

## 歴史
1953年に蒙民偉により設立され、30台の真空管ポータブルラジオの販売に成功した。その後、香港とマカオにおける松下電器産業（現：パナソニック）の総代理店となった。1960年代、松下電器の炊飯器を発表し、香港で1,000万台以上の炊飯器を販売してきた。
過去60年間拡大を続け、ユーザーに快適で便利な生活を提供することを信条とし、全てのメンバー企業において様々な分野で包括的な製品と高品質のサービスをユーザーに提供している。

## グループ企業
- 信興電器貿易有限公司
- 信興JVC有限公司
- 信興廣告有限公司
- 信興電器服務中心有限公司
- 信興科技有限公司
- 信興物流有限公司
- 信興電工工程有限公司
- 信興機電工程有限公司
- 信興系統工程有限公司
- 信興投資（アジア）有限公司
- 信興中国投資有限公司
- 信興展創有限公司
- 信興創美有限公司
- 信興商業発展有限公司

## エージェントブランド
- パナソニック
  - パナソニック エコシステムズ
  - Technics
- 日本ビクター
- イトーキ
- Teka（ドイツ語版）
- トランスカーブ
- ヴァンテック
- Frostar
- 大和冷機工業